# Birkhof (Essingen)
Birkhof ist ein Wohnplatz der Gemeinde Essingen im Ostalbkreis in Baden-Württemberg.

## Beschreibung
Der Einzelhof liegt etwa eineinhalb Kilometer westlich von Essingen.
Birkhof liegt an dem ein paar Meter westlich des Hofes fließenden Lauchklingenbach, welcher in die Rems mündet. An ihm liegen auch zwei Weiher.
Naturräumlich liegt der Ort im Vorland der östlichen Schwäbischen Alb, genauer im Welland in der Nähe des Albtraufs.

## Geschichte
Der Hof war in früheren Zeiten ein Afterlehen der unweit gelegenen Burg Hohenroden.